# Falk Schwaar
Falk Schwaar (* 28. April 1971 in Bautzen) ist ein ehemaliger deutscher Nordischer Kombinierer.
Sein erstes internationales Turnier bestritt Schwaar mit der Junioren-Weltmeisterschaften 1989 in Vang. Dort erreichte er den 38. Platz im Gundersen. Ein Jahr später bei der Junioren-Weltmeisterschaft in Štrbské Pleso gewann er im Gundersen die Silbermedaille und im Teamwettbewerb die Bronzemedaille. 1992 gab er sein Debüt im Weltcup der Nordischen Kombination. Nach mehreren guten Platzierungen, darunter einige Platzierungen unter den besten zehn, beendete er die Saison 1992/93 auf dem 16. Platz der Gesamtwertung. Bei der Nordischen Skiweltmeisterschaft 1993 im schwedischen Falun gehörte er zum Kader, startete aber bei keinem Wettbewerb. 1993 und 1994 wurde er bei den Deutschen Meisterschaften in der Nordischen Kombination Deutscher Vizemeister. Die Saison 1993/94 beendete er nach weiteren guten Leistungen auf dem 31. Platz der Gesamtwertung. Nachdem er noch einige Zeit im B-Weltcup startete und dort in der Saison 1994/95 den 5. Platz der Gesamtwertung erreichte, beendete er seine aktive Karriere.